# Ambroise-Auguste Liébault
Ambroise-Auguste Liébault (Favières (Meurthe-et-Moselle), França, 16 de setembro de 1823 - Nancy, França, 18 de fevereiro de 1904, é um médico francês, fundador da "Escola de Nancy", em 1866. Liébault foi ainda um seguidor de Abade Faria famoso como seu pupilo na história do magnetismo animal e por seu uso no cuidado da saúde.

## Biografia
Ambroise-Auguste Liébeault nascido 16 de setembro, 1823 em Favières, pais agricultores. Dos irmãos o mais novo, é dedicado ao sacerdócio para agradar seus pais, entrou para o seminário ainda quando era de menor em 1838 com a idade de 15 anos.
Porém em 1844 ele se matriculou na Faculdade de Medicina de Estrasburgo, onde era aluno de Charles Schutzenberger.
no ano de 1848, ainda jovem, estagiava em cirurgia, ele ficou interessado no magnetismo animal. Ele lê o Manual Prático de magnetismo animal de Alphonse Teste e leva o relatório de Henri-Marie Husson que estava arquivado desde 1831.
Influenciado pelos magnetizadores Charles Lafontaine e Jules du Potet Sennevoy, ele começa a induzir mulheres jovens ao sonambulismo provocado. E prova sua tese médica em 07 fevereiro de 1850, intitulada "Estudo sobre o deslocamento tibiofemoral" e no mesmo ano mudou-se para Pont-Saint-Vincent como médico do país.
Durante dez anos Liebeault interrompeu suas experiências com o magnetismo.
Em 1864, ele se mudou para Nancy, filantropo e curando crianças com água magnetizada e pela imposição das mãos. Seu interesse sobre o mesmerismo foi revivida pela leitura das obras de Eugène Azam e Alfred Velpeau que introduziram as teorias de James Braid na França. Fica na marginalidade, num momento em que o magnetismo animal foi completamente desacreditado pela Academia, quando ele publicou em 1866 na indiferença geral do sono mesmérico e semelhantes estados considerados principalmente do ponto de vista da ação sobre a moral física.
Ele relatou teórias e práticas muito semelhantes às dos magnetizadores espiritualistas como de seu tutor Fr. José Custódio da Faria e o médico Alexandre Bertrand porém posteriormente segue a ideologia imaginacionista como François Joseph Noizet quando começou a negar a existência de um fluido magnético.
Foi somente em 1882, quando ele já conta com seus 59 anos, o Professor Hippolyte Bernheim reconhece seu potencial de ação e juntamente com os anteriores participam na fundação da Escola de Nancy com o apoio do advogado Jules Liégeois e fisiologista Henry Beaunis: Esta é o período que ele deixa completamente os princípios de atução magnética para começar a caminhada para o lado hipnótico da França. A reputação da Escola de Nancy se espalha por toda a Europa e Bernheim e Liebeault receber muitas visitas na década de 1880: o farmacêutico Emile Coué, em 1885, o psiquiatra suíço Auguste Forel em 1887, o matemático belga Joseph Delboeuf em 1888, o neurologista austríaco Sigmund Freud em 1889, Dr. Nicolas Dahl adapta os seus métodos em Moscou.

## Trabalho
Estudo sobre o deslocamento tibiofemoral de 1850 tese médica, Strasbourg, n 205 bium.univ-paris5.fr
Sono e semelhantes estados considerados principalmente do ponto de vista da ação do moral sobre o físico, 1866. Masson, Paris
Esboço de Psicologia de 1873

## Obras
- Etude sur la désarticulation fémoro-tibiale, 1850, thèse de médecine, Strasbourg, no 205 bium.univ-paris5.fr
- Du sommeil et des états analogues considérés surtout du point de vue de l'action du moral sur le physique, 1866, Masson, Paris
- Ébauche de psychologie, 1873
- Étude du zoomagnétisme, 1883
- Confessions d'un médecin hypnotiseur, 1886
- Thérapeutique suggestive, 1891 (sur les expériences de suggestion à distance menées avec Liégeois et Beaunis)